# Tiszadob
Tiszadob là một làng thuộc hạt Szabolcs-Szatmár-Bereg, Hungary. Làng này có diện tích 82,61 km², dân số năm 2010 là 3016 người, mật độ 37 người/km².